# Zanderij
Zanderij (Zandery) este un sat în Surinam, localizat la 40 km S de Paramaribo. Aici se află Aeroportul Internațional Johan Adolf Pengel, ce deservește capitala statului.